# Alliopsis billbergi
Alliopsis billbergi este o specie de muște din genul Alliopsis, familia Anthomyiidae. A fost descrisă pentru prima dată de Zetterstedt în anul 1838. Conform Catalogue of Life specia Alliopsis billbergi nu are subspecii cunoscute.